# Pontiac Trans Am

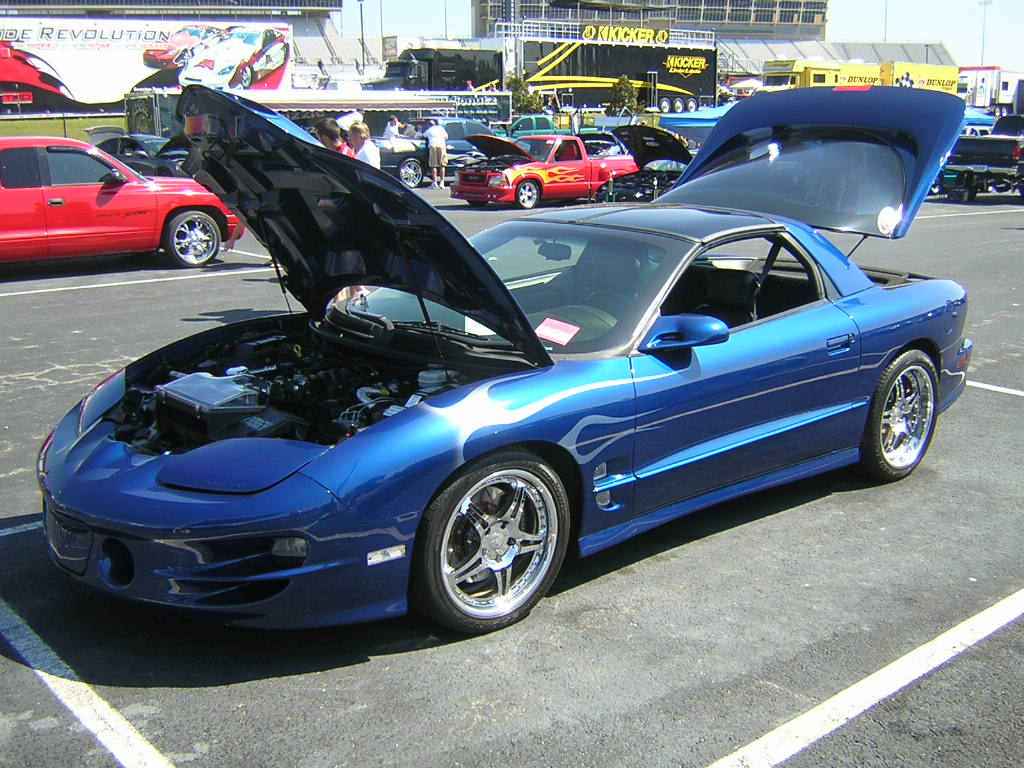
Pontiac Trans Am av fjärde generationen

Pontiac Trans Am eller Pontiac Firebird Trans Am, bilmodell från Pontiac, tillverkad i fyra generationer åren 1969-2002.
Pontiac Trans Am är en variant av Pontiac Firebird, och togs fram för att konkurrera inom det växande muskelbilssegmentet på den amerikanska marknaden. Modellen delar grundkaross och många tekninska lösningar med Firebird och Chevrolet Camaro. 
Den första generationen fanns bara tillgänglig 1969, den andra åren 1970-1981. Tredje generationen tillverkades 1982-1992. Den fjärde generationen tillverdes 1993-2002, och hade motoreffekter som varierade mellan 275 och 325 hästkrafter (205 till 242 kW).
En välkänd andra generationens Trans Am är bilen från Nu blåser vi snuten. En välkänd tredje generationens Trans Am är K.I.T.T. från TV-serien Knight Rider.

## Indy Pace Car
Pontiac Trans Am har varit pace car vid Indianapolis 500 vid två tillfällen, 1980 och 1989.